# Fresach
Fresach est une commune autrichienne du district de Villach-Land en Carinthie. La paroisee est un centre de protestantisme dans la région.

## Géographie
La commune se situe au pied des Alpes de Gurktal, sur la rive gauche de la Drave. Près de deux tiers du territoire sont recouverts de forêts.

## Histoire

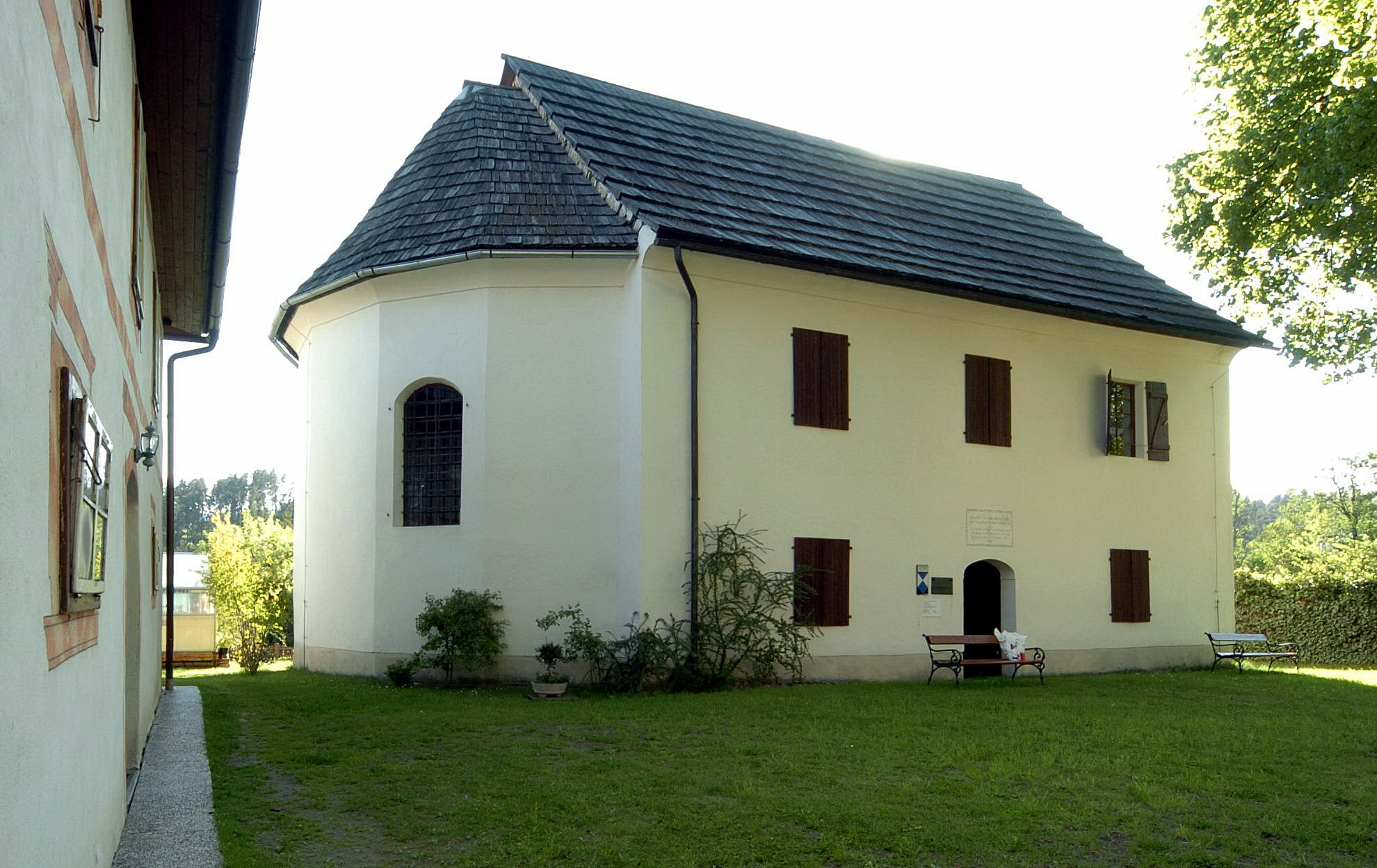
Maison de prière.

Longtemps réprimés au cours de la Contre-Réforme dans les territoires héréditaires des Habsbourg, les églises protestantes (luthériens et réformés) ont obtenu le droit à pratiquer leur religion par l'édit de tolérance de l'empereur Joseph II en 1781. Trois ans plus tard, une « maison de prière » (Bethaus) a été achevée par la paroisse protestante refondée.
Aujourd'hui, un musée du diocèse de l'Église évangélique luthérienne documente la très ancienne présence des protestants sur les terres de Carinthie. En 2011, un nouveau bâtiment est construit. 

## Personnalités liées à la commune
- Franz Klammer  (né en 1953 au quartier de Mooswald), skieur alpin.